# Svetovno prvenstvo v veslanju 2003
26. Svetovno prvenstvo v veslanju se je odvijalo v Milanu, Italija leta 2003.

## Rezultati v moški konkurenci
| Dogodek:                   | Zlato: | Zlato:  | Srebro: | Srebro: | Bron: | Bron:   |
| -------------------------- | --- | ------- | --- | ------- | --- | ------- |
| Enojec - M1x               | Norveška Olaf Tufte | 6:46.15 | Nemčija · Marcel Hacker | 6:47.47 | Slovenija Iztok Čop | 6:48.31 |
| Lahki enojec - LM1x        | Italija Stefano Basalini | 6:59.65 | Združeno kraljestvo Tom Kay | 7:02.12 | Nemčija · Peter Ording | 7:05.36 |
| Dvojni dvojec - M2x        | Francija · Sebastien Vieilledent & Adrien Hardy                                                                                          | 6:13.93 | Italija Rossano Galtarossa & Alessio Sartori | 6:15.65 | Češka Milan Dolecek & Ondrej Synek | 6:16.59 |
| Lahki dvojni dvojec - LM2x | Italija Elia Luini & Leonardo Pettinari                                                                                                  | 6:30.60 | Poljska Tomasz Kucharski & Robert Sycz | 6:33.12 | Irska Sam Lynch & Gearoid Towey | 6:35.90 |
| Osmerec s krmarjem - 8+    | Kanada · Joe Stankevicius, Kevin Light, Ben Rutledge, Kyle Hamilton, David Calder, Andrew Hoskins, Adam Kreek, Jeff Powell & Brian Price | 6:00.44 | ZDA · Ryan Torgerson, Jonathan Watling, Michael Wherley, Wolfgang Moser, Bryan Volpenhein, Jeff Klepacki, Joseph Hansen, Jason Read & Pete Cipollone | 6:01.46 | Združeno kraljestvo Alex Partridge, Dan Ouseley, Jonno Devlin, Andrew Triggs Hodge, Josh West, Ed Coode, Robin Bourne-Taylor, Tom James & Christian Cormack | 6:03.45 |

## Rezultati v ženski konkurenci
| Dogodek:                      | Zlato:                                                           | Zlato: | Srebro:                                    | Srebro: | Bron:                                         | Bron: |
| ----------------------------- | ---------------------------------------------------------------- | ------ | ------------------------------------------ | ------- | --------------------------------------------- | ----- |
| Enojec - W1x                  | Bolgarija Rumjana Nejkova                                        |        | Nemčija · Katrin Stomporowski-Rutschow     |         | Belorusija Ekaterina Karsten                  |       |
| Lahki enojec - LW1x           | Kanada · Fiona Milne                                             |        | Hrvaška · Mirna Rajle                      |         | Nemčija · Janet Radünzel                      |       |
| Dvojni dvojec - W2x           | Nova Zelandija Georgina Evers-Swindell & Caroline Evers-Swindell |        | Nemčija · Kathrin Boron & Britta Oppelt    |         | Rusija · Larissa Merk & Irina Fedotova        |       |
| Lahki dvojni dvojec - LW2x    | Nemčija · Marie-Louise Dräger & Claudia Blasberg                 |        | Avstralija · Sally Causby & Amber Halliday |         | Romunija Constanta Burcica & Camelia Mihalcea |       |
| Osmerec s krmarjem - W8+      | Nemčija                                                          |        | Romunija                                   |         | Kanada                                        |       |
| Lahki dvojni četverec - LW42x | Ljudska republika Kitajska                                       |        | Nizozemska                                 |         | Avstralija                                    |       |